# Robert Ross Holloway
Pour les articles homonymes, voir Robert Ross.
Robert Ross Holloway (aussi abrégé en R. Ross Holloway), né le 15 août 1934, est un archéologue américain, spécialiste du monde méditerranéen antique,  et un enseignant à l'Université Brown (État du Rhode Island) de 1964 à sa retraite en 2006.

## Biographie
Ross Holloway Holloway a pour centre de recherches la numismatique grecque et romaine, l'art et l'architecture grecque, l'archéologie de la Rome antique et l'histoire des premiers temps de la République romaine.
Il réalise des fouilles archéologiques en Italie et en Sicile, sur des sites datant de l'âge du Bronze ancien et du Bronze moyen, notamment les sites de Buccino dans la province de Salerne, de La Muculufa près de Butera sur la côte sud de la Sicile, et l'île d'Ustica, au nord de Palerme.
Ses travaux lui valent la médaille d'or de 1995 décernée par l'Institut archéologique américain, et le titre de docteur ou membre honoraire de nombreuses institutions comme l'Université catholique de Louvain, l'Institut archéologique allemand, la Société royale de numismatique de Londres et la Société royale de numismatique de Belgique. 